# Rohff
Rohff (Rimeur Original Hardcore Flow Fluide), egentligen Housni Mkouboi, född 15 december, 1977 är en fransk rappare från Vitry-sur-Seine, i Val-de-Marne, söder om Paris. Mkoubi är född i Komorerna (Mbéni, Ngazidja) och invandrade till den parisiska förorten 1985. Han är en av de bäst säljande franskspråkiga rapparna i Frankrike.

## Historia
Ikring 1994 började Mkoubi med rap och tog artistnamnet Rohff. 1998 deltog han i produktionen av albumet Première Classe (Första klass), där han arbetade på låten "On fait let choses" tillsammans med Neg'Marrons, Mystik och Pit Baccardi och började därmed bli känd för en större publik. Rohff blev medlem av rapgruppen Mafia K'1 Fry, ihopsatt av rappare från Val-de-Marne som tillsammans släppte skivan Légendaire (Legendarisk) 1999.
Samma år började Rohff skriva på sitt första soloalbum under namnet Le Code De L'Honneur (Hederskodexen) som blev en lyckad debut. Styrkt av de goda resultaten följande hans debutalbum, sålde hans andra album La Vie Avant La Mort (Livet före döden) från 2001 ungefär 250.000 exemplar.
Rohffs stora genombrott kom dock inte förrän våren 2002 då hans singel Qui est l'example (Vem som är exemplet) sålde i ungefär 750.000 exemplar och fick in honom på de stora radiostationerna.
2006 spelade han in låten "La Resurrection" som ett av soundtracken för tv-spelet Scarface: The World is Yours.

## Diskografi

### Solo
- Le Code de l'honneur (1999)
- La Vie avant la mort (2001)
- La Fierté des nôtres (2004)
- Au-delà de mes limites (2005)
- Le Code de l'horreur (2008)
- La Cuenta  (2010)
- J'accélère (2013)
- Rohff Game (2015)

### Med Mafia K'1 Fry
- Liens Sacrés  (1997)
- Légendaire (1999)
- La Cerise Sur Le Ghetto (2003)
- Jusqu'à La Mort Réédition (2007)